# Barsuk Records
Barsuk Records es una compañía discográfica independiente fundada en 1998 por Christopher Possanza y Josh Rosenfeld, es otra de las discográficas independientes ligados al rock de una forma más independiente y más ligado al indie rock.
El nombre de la discográfica proviene del ruso: барсук [barˈsuk] que significa "tejón", y el logotipo de la discográfica le hace referencia a un perro de la raza: Labrador Retriever que tienen los fundadores de la discográfica.
Su perro  de los dueños de la discográfica curiosamente puede ser escuchado que está ladrando en dos sencillos del grupo de rock estadounidense: This Busy Monster en los sencillos: "Song 69" y "Time to Sleep".

## Algunos artistas de la discográfica
- Death Cab for Cutie
- Mates of State
- Nada Surf
- Rilo Kiley
- The Long Winters
- This Busy Monster